# Pim Saathof
Pim Saathof (Nijverdal, 28 december 2003) is een Nederlands voetballer die doorgaans speelt als centrale verdediger. In augustus 2022 debuteerde hij voor Go Ahead Eagles.

## Clubcarrière
Saathof speelde in de jeugd van De Zweef en maakte in 2016 de overstap naar de opleiding van Go Ahead Eagles. Hij mocht zich in de zomer van 2022 laten zien tijdens de voorbereiding van het eerste elftal op het seizoen 2022/23. Hij debuteerde op 7 augustus 2022, toen op bezoek bij AZ door doelpunten van Vangelis Pavlidis en Myron van Brederode met 2–0 werd verloren. Saathof moest van coach René Hake op de reservebank beginnen en mocht veertien minuten voor het einde van het duel invallen voor Willum Þór Willumsson. Tijdens de seizoenen 2022/23 en 2023/24 kwam Saathof tot respectievelijk drie en vier competitiewedstrijden, waarna zijn verbintenis opengebroken en verlengd werd tot 2027.
In januari 2025 was Saathof een week op proef bij Kongsvinger IL in Noorwegen. Hij maakte een positieve indruk maar werd teruggeroepen door Go Ahead Eagles. Op 24 maart 2025 maakte Saathof alsnog de overstap naar Kongsvinger IL dat uitkomt in de 1. divisjon. Hij wordt tot eind 2025 verhuurd. Door een opgelopen knieblessure keerde de verdediger in de zomer vervroegd terug naar Go Ahead Eagles. Hij had acht competitiewedstrijden gespeeld in Noorse dienst.

## Clubstatistieken
| Seizoen | Club             | Competitie  | Competitie | Competitie | Beker | Beker | Internationaal | Internationaal | Totaal | Totaal |
| Seizoen | Club             | Competitie  | Wed.       | Dlp.       | Wed.  | Dlp.  | Wed.           | Dlp.           | Wed.   | Dlp.   |
| ------- | ---------------- | ----------- | ---------- | ---------- | ----- | ----- | -------------- | -------------- | ------ | ------ |
| 2022/23 | Go Ahead Eagles  | Eredivisie  | 3          | 0          | 0     | 0     | —              | —              | 3      | 0      |
| 2023/24 | Go Ahead Eagles  | Eredivisie  | 4          | 0          | 0     | 0     | —              | —              | 4      | 0      |
| 2024/25 | Go Ahead Eagles  | Eredivisie  | 1          | 0          | 0     | 0     | 0              | 0              | 1      | 0      |
| 2025    | → Kongsvinger IL | 1. divisjon | 8          | 0          | 2     | 0     | —              | —              | 10     | 0      |
| Totaal  | Totaal           | Totaal      | 16         | 0          | 2     | 0     | 0              | 0              | 18     | 0      |

Bijgewerkt op 16 juni 2025.